# Tomosvaryella virlai
Tomosvaryella virlai är en tvåvingeart som beskrevs av Ale-rocha 1996. Tomosvaryella virlai ingår i släktet Tomosvaryella och familjen ögonflugor. Inga underarter finns listade i Catalogue of Life.